# Zootecnia

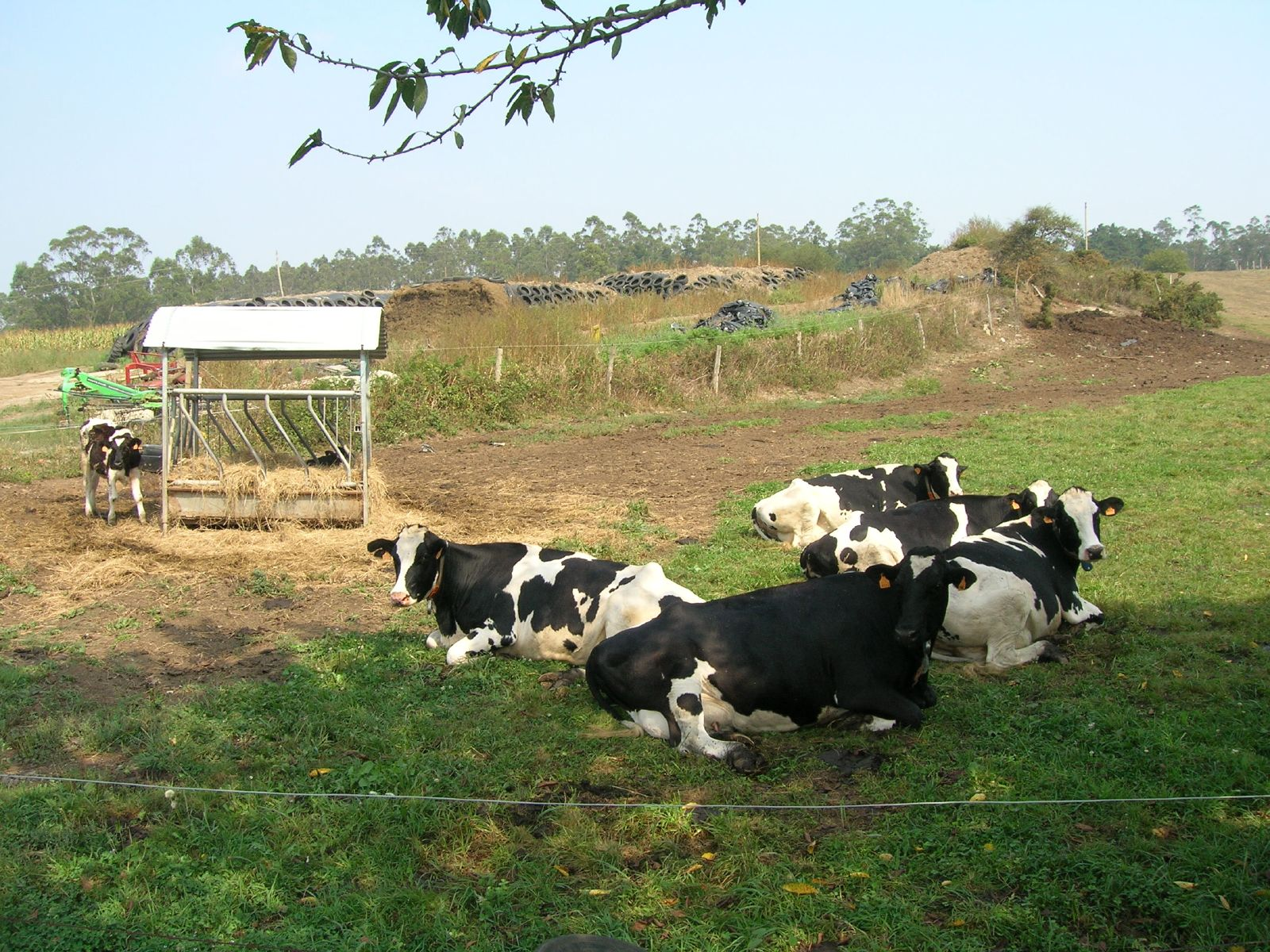
Producción pecuaria: Bovinos para leche.

La zootecnia es una ciencia que estudia, diversos parámetros para el mejor aprovechamiento de los animales domésticos y silvestres, cuidando el bienestar animal y si estos serán útiles al ser humano con la finalidad de obtener el máximo rendimiento, y rentabilidad, administrando los recursos adecuadamente bajo criterios de sostenibilidad del medio ambiente.
Se ocupa del estudio de la producción y reproducción de animales, así como el aprovechamiento de sus derivados (carne, huevo, leche, piel, etc.), teniendo en cuenta el bienestar animal; fijándose como objetivo la obtención del óptimo rendimiento de las explotaciones pecuarias.
Actualmente la denominación zootecnia se aplica en varios países, principalmente en Latinoamérica se conoce como ingeniero zootecnista a un profesional que aplica la ciencia y la tecnología basada a las diversas actividades dentro de la investigación, experimentación destinadas de la producción animal vinculadas con las disciplinas de las ciencias básicas, también se involucra a la multiplicación, adaptación, mejoramiento de nuevas especies animales bajo criterios de sostenibilidad, competitividad apropiadas con la ecología. La zootecnia también estudia la producción, matenimiento, utilización de recursos forrajeros y vegetativos en función de la producción animal. Están involucrados  en planificar, diseñar las instalaciones y construcciones de proyectos referente a la ciencia animal o agropecuarios para así cumplir los estándares del bienestar animal, cuidado del medio ambiente, entorno social y urbano. Actualmente la necesidad es latente de innovar, programa, diseñar, evaluar el manejo de agua, conservación y los sistemas de riego, desagüe, drenaje, para uso en producción animal, y asesorar en la certificación y en la determinación de cánones de riego y a la vez esta capacitado para asesorar en el comercio de animales en pie, productos y sudproducto, germoplasma animal, así también en los insumos agropecuarios. 
En la mayor parte de los países latinos existen dos palabras que en los anglosajones se confunden. En castellano se distingue perfectamente entre zootecnia y ganadería, arte u objeto práctico de esta ciencia. Lo mismo sucede en francés entre zootechnie y elevage, y en italiano entre zootecnica y allevamento. En inglés, por el contrario, el vocablo zootechnics constituye un neologismo técnico poco empleado, y está más generalizada la voz animal breeding para designar tanto a la ciencia como al arte aplicado a la cría animal.
Los ingenieros zootecnistas o zootecnistas son personas con capacidad de observar y analizar todos los fenómenos involucrados con la producción animal, mejoramiento genético, pastos y forrajes, reproducción animal, tecnología de carnes y lácteos, tecnología y gestión de crianza animal, sanidad preventiva, nutrición animal y economía animal. su formación académica requiere de diversas ciencias como la matemática, química, bioquímica, biología, ecología, microbiología, cultivos, anatomía, fisiología vegetal y animal, biotecnología reproductiva, mejoramiento genético, sanidad, gestión ambiental, además de economía, desarrollo empresarial y marketing.

## Perspectivas ocupacionales
Los campos de actividad del ingeniero zootecnista se encuentran en el sector público y privado relacionados con el planeamiento y conducción de industria pecuaria, ciencia animal, liderar proyectos productivos, conservación del medio ambiente  y la administración de empresas agropecuaria pueden desempeñarse como:
- Actividad empresarial independiente.
- Gerencia y/o administración de empresas agropecuarias.
- Trabajos comunitarios.
- Investigación científica y tecnológica.
- Asesoría y asistencia técnica a empresas asociativas, comunales y productores individuales en crianza de animales domésticos en general.
- Asesoría técnica en transformación y comercialización de productos pecuarios.
- Centros de investigación ciencia animal.
- Formulación y análisis de alimentos para consumo animal.
- Certificar el funcionamiento y/o condición de uso, estado, calidad y trazabilidad en lo concerniente a su intervención profesional.
- Certificar estudios agroeconómicos, en lo concerniente a su intervención profesional
- Docencia universitaria y/o institutos tecnológicos.
- Asesoría técnica, planificación y ejecución de proyectos y/o proyectos productivos.
- Consultoría en obras de instalaciones ganaderas y fines.
- Organismos internacionales y ONGs.
- Trabajos en empresas especializadas, como bancos de semen, laboratorios de transferencia de embriones y laboratorios de fertilización in vitro.
- Estudio de impacto ambiental de la actividad pecuaria.
- Dirigir lo referido a seguridad, higiene y control del impacto ambiental en lo concerniente a su intervención profesional
- Protección animal y conservación del medio ambiente.
- Parques zoológicos.